# Markus Wichan
Markus Wichan (* 19. Januar 1988 in Garmisch-Partenkirchen) ist ein ehemaliger deutscher Naturbahnrodler. Er startete im Einsitzer und gehörte wie sein Bruder Christian dem WSV Unterammergau an. Markus Wichan wurde 2004 und 2005 Deutscher Juniorenmeister und startete von 2005 bis 2009 im Weltcup. Sein bestes Ergebnis war ein 19. Platz, den er gleich in seinem ersten Weltcuprennen erzielte. Im Gesamtweltcup war sein bestes Resultat ein 21. Rang in der Saison 2006/2007.

## Karriere
Markus Wichan nahm ab 2003 an internationalen Juniorenmeisterschaften teil, erzielte aber zunächst nur Platzierungen im Schlussfeld. Erfolgreicher war er auf nationaler Ebene, als er 2004 und 2005 Deutscher Juniorenmeister wurde. Am 9. Januar 2005 gab Wichan auf seiner Heimstrecke in Unterammergau sein Weltcupdebüt. Dabei erreichte er den 19. Platz, der sein bestes Weltcupergebnis blieb. Drei Wochen später fuhr er bei der Weltmeisterschaft 2005 in Latsch auf Rang 34. Im Weltcup konnte er in diesem Winter nur noch einmal, beim Saisonfinale in Olang, punkten. Im Winter 2005/2006 nahm er nur am ersten Weltcuprennen teil, das er an 27. Stelle beendete. Ab der Saison 2006/2007 war Markus Wichan regelmäßig im Weltcup am Start. In diesem Winter erreichte er vier 22. Plätze sowie einen 23. und einen 32. Rang, womit er im Gesamtweltcup den 21. Platz und somit sein bestes Gesamtergebnis erzielte. Bei der Junioreneuropameisterschaft 2007 in St. Sebastian wurde er 15. und ein Jahr später 14. bei der Juniorenweltmeisterschaft 2008 in Latsch. Im Weltcup erreichte er in der Saison 2007/2008 als beste Ergebnisse den 21. Platz im zweiten Rennen von Umhausen sowie zwei 23. Plätze im ersten Rennen in Umhausen und beim Finale in Železniki, womit er ebenso wie in der Saison 2008/2009, in der zwei 23. Plätze in Umhausen und Unterammergau seine besten Resultate waren, den 26. Rang im Gesamtweltcup erzielte. Nachdem er in den Jahren 2006 und 2007 nicht an den Welt- und Europameisterschaften teilgenommen hatte, war er 2008 bei der Europameisterschaft in Olang wieder am Start, schied aber im ersten Durchgang aus. Bei der Weltmeisterschaft 2009 in Moos in Passeier belegte er den 28. Platz. Nach 2009 nahm Wichan an keinen Wettkampf mehr teil.

## Sportliche Erfolge

### Weltmeisterschaften
- Latsch 2005: 34. Einsitzer
- Moos in Passeier 2009: 28. Einsitzer

### Juniorenweltmeisterschaften
- Kindberg 2004: 30. Einsitzer
- Latsch 2008: 14. Einsitzer

### Junioreneuropameisterschaften
- Kreuth 2003: 31. Einsitzer
- Kandalakscha 2005: 20. Einsitzer
- St. Sebastian 2007: 15. Einsitzer

### Weltcup
- Dreimal unter den besten 30 im Einsitzer-Gesamtweltcup
- 13 Top-25-Platzierungen in Weltcuprennen, davon einmal unter den besten 20